# Усік Руслан Вікторович
Руслан Вікторович Усік (Усик) — молодший сержант Національної гвардії України, учасник російсько-української війни, який загинув у ході російського вторгнення в Україну.

## Життєпис
Народився 23 лютого 1969 р. у м. Стрию Львівської області.
Закінчив спеціалізовану школу І—ІІІ ступенів № 4 у рідному місті. У 1984—1987 роках навчався у ВПУ № 34 м. Стрия, де отримав професію «Машиніст автомобільних кранів». Учасник Революції гідності. В 2013—2014 роках був на Майдані. Вступив до складу ДУК «Правий сектор» Львівщини, там пройшов вишкіл, а в 2015 році, у складі 8-го батальйону «Аратта» ДУК «Правого сектору» відбув до району проведення АТО на сході України. У складі батальйону «Аратта» брав участь у боях за Широкине і боях за Сартану.
Останніми роками мешкав у м. Краматорську Донецької області, де був активним членом місцевої громади. Одружився з краматорчанкою Оленою, яка працювала вчителькою англійської мови. На початку 2018 року Руслан перейшов до складу 24-ої механізованої бригади імені короля Данила Збройних Сил України. У боях з російськими окупантами отримав інвалідність.
На початку російського вторгнення в Україну Руслан прибув до Стрийського ТЦК та СП за мобілізаційним приписом, а вже в березні 2022 р., разом зі своєю дружиною, долучився до батальйону спеціального призначення НГУ «Донбас» 15 окремого полку НГУ. Обіймав посаду командира відділення снайперів. Загинув 6 квітня 2022 року внаслідок артилерійського обстрілу в боях з російськими окупантами за м. Попасну на Луганщині.

## Нагороди
- орден За мужність III ступеня (2022, посмертно) — за особисту мужність і самовіддані дії, виявлені у захисті державного суверенітету та територіальної цілісності України, вірність військовій присязі[5].